# Markiza Angelika (powieść)
Markiza Angelika (fr. Angélique, Marquise des Anges) – powieść historyczna Anne i Serge'a Golona z 1957 roku. Powieść zapoczątkowała cały cykl powieści o głównej bohaterce tych autorów.

## Treść
Akcja toczy się we Francji w XVII wieku. Główna bohaterka - Angelika, córka barona de Sancé de Monteloup, wychowuje się, z dwiema siostrami Monteloup. Powieść obejmuje okres dzieciństwa oraz pierwszych lata małżeństwa, kiedy Angelika zostaje poślubiona hrabiemu Joffrey de Peyrac, zwanemu Wielkim Kulawcem z Langwedocji, oszpeconemu i kulawemu.
Jako młoda panna Angelika pewnego dnia słyszy rozmowę spiskowców przygotowujących zamach na życie króla Francji Ludwika XIV. Dziewczyna udaremnia spisek, za co zostaje przez przywódcę spiskowców wysłana do klasztoru. Po kilku latach opuszcza klasztor by z woli ojca wyjść za Joffreya de Peyraca, hrabiego Tuluzy. Chociaż należała do szlachty, majątek rodzinny nie był okazały. Nie mogła marzyć, że ktoś tak zamożny i wpływowy skusi się na jej posag. Angelika jest przerażona, gdyż słyszała o nim wcześniej okropne plotki. Po ślubie jest szorstka i nieprzystępna dla kulawego męża z wielką blizną na twarzy. Zachował się godnie w noc poślubną: Widząc jej przerażenie, odpuścił aż poinformuje go, że jest gotowa. Zabiega o jej względy. Przed ślubem podróżował po świecie, zbierając ważne znajomości i wiedzę z nauk ścisłych. Odkrył, że ołów zawiera małe ilości złota. Kopalnie tego metalu, które były jej posagiem nie przynosiły jej rodzinie spektakularnych zysków. Hrabia Tuluzy chciał je mieć. Produkcja złota poprzez rozdzielanie go od ołowiu uczyniło go potężnym. Zabieganie o względy żony poskutkowało prawdziwą miłością między nimi. Rodzi się dwójka synów, a Angelika jest ustawiona i szczęśliwie zakochana. Licho, jednak, nie śpi. Joffrey ma opinię czarownika, którą się nie przejmuje. W swoim domu ma przedstawicieli egzotycznych kultur, którzy odprawiają swoje etniczne rytuały. Jego majątek budzi zazdrość. Choć kulawy, pokonał w walce na śmierć i życie największego do tej pory szermierza Langwedocji. Pewnego dnia wizytę składa im sam król Ludwik XIV. Król Słońce nie może znieść, że w jego kraju może istnieć ktoś kto równa się mu wpływami i majątkiem. W tym celu doprowadza do oskarżenia hrabiego de Peyrac o herezję. Po nic nie wartym procesie pokazowym dochodzi do mordu sądowego: skazania na stos. Angelika i jej dzieci nic nie odziedziczyły. Wszystko stało się własnością króla.

## Ekranizacje
- Markiza Angelika – film z 1964 roku